# Key (cantante)
Kim Ki-bum (en hangul, 김기범; en hanja, 金基范; Daegu, 23 de septiembre de 1991), más conocido por su nombre artístico Key (키), es un cantante, rapero, bailarín, actor, presentador y modelo surcoreano, miembro del grupo SHINee, siendo el rapero, vocalista y bailarín del grupo. También ha trabajado con los DJs y productores estadounidenses, Skrillex y Valentino Khan en el tema "Chemicals", para su álbum titulado "FACE".

## Carrera

### Predebut
Key era un esquiador talento en la escuela secundaria en Daegu, Young Shin Middle School. Se unió a la SM Entertainment después de ganar el S.M. National Tour Audition Casting. Antes de debutar con SHINee, Key apareció en el video de Super Junior "Wonder Boy" como bailarín adicional. También es conocido por su talento en varios idiomas, como inglés y japonés. Pasó seis semanas en un intercambio en Estados Unidos y habla con fluidez el idioma inglés.

### SHINee
Key fue descubierto en 2006 en 'S.M. National Tour Audition Casting. En 2008 fue elegido como miembro del grupo SHINee, que debutaron el 25 de mayo de 2008 en el programa Inkigayo de SBS.

### ToHeart
El 20 de febrero de 2014, SM Entertainment lanzó un prólogo (teaser) a través de su canal oficial de Youtube donde se anunciaba a ToHeart, una subunidad especial formada por Woohyun de INFINITE y Key de SHINee.

## Filmografía

### Películas
| Año  | Título                    | Rol                | Notas                                                                                    |
| ---- | ------------------------- | ------------------ | ---------------------------------------------------------------------------------------- |
| 2019 | Hit-and-Run Squad         | Han Dong-soo       | junto a Ryu Jun-yeol, Jo Jung-suk, Gong Hyo-jin, Lee Hak-joo, Yum Jung-ah y Jeon Hye-jin |
| 2007 | Attack on the Pin-Up Boys | Bailarín adicional | Extra                                                                                    |

### Dramas
| Año  | Título                          | Rol         | Notas                     |
| ---- | ------------------------------- | ----------- | ------------------------- |
| 2011 | Moon Night 90                   | Lee Hyun Do |                           |
| 2012 | Salamander Guru and The Shadows | Cameo       | Participación; Episodio 4 |

### Programas de televisión
| Año                    | Título                | Notas                  |
| ---------------------- | --------------------- | ---------------------- |
| 2008                   | SHINee's Yunhanam     |                        |
| 2009                   | Raising Idol          |                        |
| 2009                   | Our Game              |                        |
| 2010                   | SHINee's Hello Baby   |                        |
| 2010                   | Love Pursuer          | Episodio 6             |
| 2012                   | Shinhwa Broadcast     | Con SHINee             |
| 2013                   | SHINee's One Fine Day |                        |
| 2014                   | We Got Married        |                        |
| 2012, 2013, 2014, 2015 | Hello Counselor       | ep. 72, 113, 167 y 225 |
| 2016                   | Running Man           | ep. 317                |

### Teatro musical
| Año         | Título              | Rol                 |
| ----------- | ------------------- | ------------------- |
| 2012 - 2013 | Catch Me If You Can | Frank Abagnale, Jr. |
| 2014        | Bonnie and Clyde    | Clyde               |
| 2014        | Zorro               | Zorro               |
| 2015        | In The Heights      | Usnavi (male lead)  |

### Obras de Teatro
| Año  | Título                 | Rol        |
| ---- | ---------------------- | ---------- |
| 2016 | Save the Green Planet! | Byeong Gu. |

## Premios y nominaciones
| Premiación                   | Año  | Categoría                           | Nominado/trabajo | Resultado | Ref.  |
| ---------------------------- | ---- | ----------------------------------- | ---------------- | --------- | ----- |
| MBC Entertainment Awards     | 2021 | Popularity Award                    | -                | Ganador   | [ 6 ] |
| Brand Customer Loyalty Award | 2021 | Idol de entretenimiento - Masculino | Key              | Ganador   | [ 7 ] |
| Brand of the Year Awards     | 2021 | Idol del entretenimiento del año    | Key              | Ganador   | [ 8 ] |
| Grimae Awards                | 2017 | Mejor actor nuevo                   | The Guardians    | Ganador   |       |
| MBC Drama Awards             | 2017 | Mejor actor nuevo                   | The Guardians    | Nominado  | [ 9 ] |